# JYOCHO
JYOCHO é uma banda japonesa de math rock criada por Daijiro Nakagawa (ex-guitarrista da banda Uchuu Konbini) em 2016. A banda passou a ser reconhecida internacionalmente no início de 2018 após sua música "A Parallel Universe" (互いの宇宙 Tagai no Uchuu) se tornar o tema de encerramento do anime "Junji Ito Collection". Para o primeiro EP da banda, chamado de A Prayer in Vain, Daijiro chamou os seus amigos músicos de Quioto; o baixista Sindee e o baterista/flautista Hatch. Para completar a formação da banda, Daijiro achou a vocalista Rionos (Rio Okano), de Tóquio, no Twitter. A partir do segundo EP, Days in the Bluish House, a banda passou a contar com a flautista Hachi e com uma nova vocalista e tecladista, da banda heliotrope, Nekota Netako (Keiko Kobayashi).